# جامبو (سوبرماركت)
جامبو (بالهولندية:jumbo) هي سلسلة من المتاجر الهولندية الكبرى لبيع المواد الغذائية، وبعض المواد الأساسية. يقع مقرها الرئيسي في مدينة فيخل بهولندا. تأسست سنة 1979،نمت جامبو لتصبح ثاني أكبر سلسلة محلات السوبر ماركت في هولندا، ما يقرب من 60,000 عامل لديها .

## وصلات خارجية
- الموقع الرسمي
- ا